# ヘルプ作成ツール
ヘルプ作成ツール（英: Help authoring tool）は、オンラインヘルプマニュアルを作成するのに使われるソフトウェア。

## 機能
ヘルプ作成ツールの機能には以下のような特徴がある。

### ファイル入力
ヘルプ作成ツールがソースファイルを得る方式として、他のプログラムで生成したファイルをインポートする場合と、ツール内のエディタを使ってテキストを生成可能な場合がある。インポートする際のファイル形式はツールによって様々で、単なるプレーンテキストから、HTML、Microsoft Word 形式、Microsoft WinHelp（.HLP）形式や Microsoft Compiled HTML Help（.CHM）形式などがある。

### ヘルプ出力
ヘルプ作成ツールの出力は、WinHelp（.HLP）形式や Compiled HTML Help（.CHM）形式のようにコンパイルされたヘルプファイル形式の場合と、PDF、XML、HTML のようなコンパイルされていないファイル形式の場合とに分けられる。

### その他の機能
ヘルプ作成ツールによっては、以下のような追加機能を持つ。
- 自動/半自動の索引生成機能
- 自動目次生成
- スペルチェッカ
- 画像編集
- 画像ホットスポット編集
- XML形式でテキストのインポート/エクスポートを可能とし、翻訳支援ツールなどとやりとり可能にしている。

## 主なヘルプ作成ツール
- MadCap Flare
- AuthorIT
- HyperText Studio
- HelpServer
- Adobe RoboHelp
- Help & Manual
- Doc-To-Help
- Word-2-CHM
- ClickHelp
- Help Generator
- HelpConsole
- FAR
- HelpStudio
- Mif2Go
- HelpTron

## 関連ソフトウェア
- コンテンツ管理システム (CMS)
- バージョン管理システム